# Lucien Aigner
Lucien Aigner, född 14 september 1901 i Nové Zámky, Slovakien död 29 mars 1999 i Waltham, Massachusetts, var en fotograf av ungerskt ursprung.
Aigner arbetade främst i Europa med Paris som bas, främst som porträttfotograf med idrottsstjärnor och kända politiker som sitt motiv. 1982 presenterades han i Fotografiska museet i Stockholm med utställningen Aigners Paris.